# Bataille de Borghetto
Pour les articles homonymes, voir Borghetto.
Première Coalition
Batailles
La bataille de Borghetto a lieu à proximité de Valeggio sul Mincio le 30 mai 1796 entre l'armée française de Bonaparte, forte d'environ 27 000 hommes, et une armée austro-napolitaine d'environ 19 000 hommes. L’issue de la bataille est une victoire française.
Après la défaite de Lodi, les Autrichiens, sous le commandant du général Jean-Pierre de Beaulieu, se retirent derrière le Mincio et se préparent à disputer le passage de cette rivière aux Français.
Les dispositions qu'ils prennent pour ce faire contreviennent, selon Clausewitz, à l'ABC de l'art de la guerre, si bien que les troupes françaises, commandées par Bonaparte, s'emparent sans grande difficulté du pont de Borghetto qui leur permet de passer sur la rive droite du Mincio, ce qui entraîne pour les Autrichiens la nécessité de faire retraite jusque dans le Trentin.
Bonaparte peut alors mettre le siège devant Mantoue. Les armées françaises sont, militairement, maîtresses de l'Italie.
Curieusement, les deux généraux en chef sont tous deux indisposés le jour de la bataille. Si l'armée autrichienne n'en est que peu perturbée, il semble que l'armée française, au contraire, n'a pas, en la circonstance et contrairement à ses habitudes depuis qu'elle était commandée par Bonaparte, exploité à fond l'avantage d'avoir coupé en deux l'ennemi.
Tous deux indisposés, les deux généraux en chef ont également tous deux failli, à quelques heures d'intervalle, tomber entre les mains de l'adversaire, dans leur quartier général de San-Giorgio.